# Angoscia mortale
Angoscia mortale (The Cry of the Weak) è un film muto del 1919 diretto da George Fitzmaurice.

## Trama
Dexter, un procuratore processuale, e il giudice Creighton sono vicini di casa. Una sera, giocando a scacchi, discutono sul recupero dei delinquenti: il giudice pensa che anche un criminale possa essere recuperato, mentre Dexter sostiene che la legge deve perseguirlo il più possibile. Creighton, rientrando a casa, viene colpito da due ladri. La moglie di Dexter, Mary, nasconde uno dei malviventi ma, quando il ragazzo cerca di scappare, il procuratore lo vede e riesce a colpirlo alla spalla. Si scopre così che il giovane è Budd, il fratello minore di Mary, un ragazzo debole, diventato facile preda di elementi criminali. Dexter, allora, ammorbidisce il suo atteggiamento e chiede una pena leggera per Budd.
Tempo dopo, Mary riceve notizie dal fratello che vive in un ranch e che le scrive dei progressi che sta facendo: Dexter riconosce di aver sbagliato il suo giudizio sui criminali.

## Produzione
Il film fu prodotto dall'Astra Film.

## Distribuzione
Distribuito dalla Pathé Exchange, il film uscì nelle sale cinematografiche USA il 4 maggio 1919.